# Hedwig Mechle-Grosmann
Hedwig Mechle-Grosmann (* 3. Dezember 1857 in Görlitz; † 1. Oktober 1928 in Ödenburg) war eine deutsch-ungarische Genremalerin.

## Leben
Sie entstammte einer künstlerisch begabten Familie mit zwölf Kindern und studierte bei Carl Gussow an der Akademie der Künste in Berlin. Nach ihrer Studienzeit war sie zeitweilig in Paris und Breslau, ließ sich dann aber in Berlin nieder, wo sie 1885 den ungarischen Gutsbesitzer Josef Mechle heiratete. Das Paar hatte fünf Kinder und wohnte zeitweilig auf Mechles Landgut in Nemeskér bei Ödenburg, später in Ödenburg selbst.

## Werk

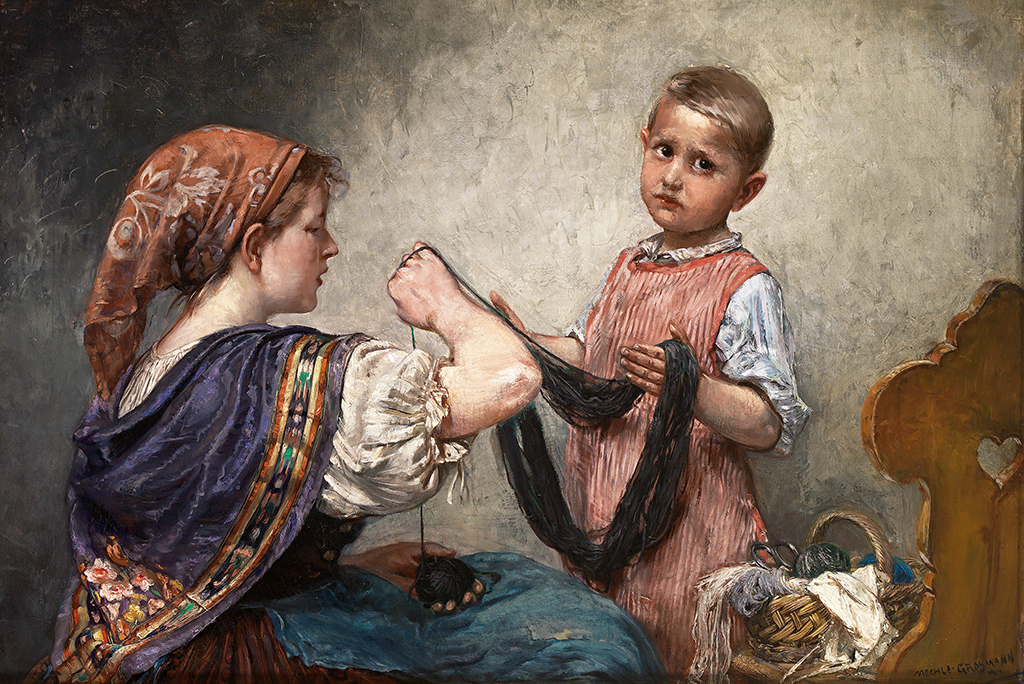
In Kriegszeiten, signiert und datiert 1914

Mechle-Grosmann schuf hauptsächlich Genrebilder, darunter das Werk Der Schulmeister (ungarischer Titel Falusi énekóra = Dörfliche Singstunde), das bei der Budapester Millenniumsausstellung 1896 ausgestellt war. Außerdem war sie eine begabte Porträtistin, die mit einem Bildnis der Gattin des Rechtsanwalts Márton Szlivássy, das bei einer Ausstellung 1908 in Ödenburg gezeigt wurde, den Kunstsammler Franz Storno nachhaltig beeindruckte.
Neben Gemälden verfasste sie auch zwei Bilderbücher mit Texten und Illustrationen für Kinder.